# En place
En place est une série télévisée française, créée par Jean-Pascal Zadi et François Uzan, diffusée depuis le 20 janvier 2023 sur Netflix.

## Synopsis

### Saison 1
À la suite d'une altercation publique avec Éric Andrei, maire de Bobigny et candidat de gauche à l'élection présidentielle française, Stéphane Blé, animateur dans une MJC de la municipalité, devient une célébrité sur les réseaux sociaux. Il est alors abordé par William Crozon, conseiller politique qui le convainc de devenir le premier homme noir à se lancer dans la course présidentielle. La route est semée d'embûches, Andrei fait tout pour se venger de Stéphane, le couple de Stéphane avec Marion est mis à rude épreuve, et William, politicien intéressé, joue un double jeu.

### Saison 2
Dans cette deuxième saison, Stéphane, désormais président, fait face à de nombreux défis. Alors qu'il tente de gérer un incident diplomatique et une visite royale sous haute tension, des réformes cruciales et des menaces politiques s'accumulent. Avec son équipe, il doit jongler entre la pression de la scène internationale, des tensions internes à l'Élysée et des opposants de plus en plus virulents. Alors que les manifestations s'intensifient et que l'Élysée est pris d'assaut, Stéphane est contraint de se réfugier dans un bunker. Dans cette situation extrême, il doit prendre une décision qui pourrait changer le cours de son mandat.

## Distribution
Sauf indication contraire, les informations mentionnées dans cette section peuvent être confirmées par les bases de données cinématographiques  présentes dans la section « Liens externes ».

### Personnages principaux ou récurrents
- Jean-Pascal Zadi : Stéphane Blé, d'origine africaine, animateur dans la MJC de Bobigny, candidat à la présidentielle (saison 1) puis président de la république (saison 2)
- Éric Judor : William Crozon, le directeur de la campagne de Stéphane (saison 1) puis conseiller à l'Élysée (saison 2)
- Benoît Poelvoorde : Éric Andréi, homme politique de gauche, maire de Bobigny, candidat à la présidentielle (saison 1) puis Premier ministre (saison 2)
- Fadily Camara : Marion Blé, la compagne de Stéphane, coiffeuse
- Panayotis Pascot : Jérôme, le conseiller d'Éric Andréi
- Marina Foïs : Corinne Douanier, femme politique écoféministe, candidate à la présidentielle (saison 1) puis Première ministre (saison 2)
- Fary : Désiré, un cousin de Stéphane et dealer (saison 1, puis saison 2, épisode 4)
- Souad Arsane : Yasmine, membre de l'équipe de la campagne de Stéphane (saison 1) puis conseillère à l'Élysée (saison 2)
- Jean-Claude Muaka : Mo, un cousin de Stéphane, chargé de sa sécurité
- Saabo Balde : Lamine, un jeune dont s'occupe Stéphane
- Pasquale d'Inca : Didier, membre de l'équipe de campagne de Stéphane (saison 1) puis conseiller à l'Élysée (saison 2)
- Salimata Kamaté : Simone, la mère de Stéphane
- Vimala Pons : Alice, cheffe de la sécurité de l'Élysée (saison 2)
- Pierre-Emmanuel Barré : Fred Cognard, homme politique d'extrême droite, candidat à la présidentielle (saison 1) puis opposant (saison 2)
- Sylvestre Amoussou : Claude Blé, le père de Stéphane
- Catherine Bat N'Guélé : Jeannette, une amie de Simone
- Emmanuel Dehaene : Étienne Durandeau, le candidat de droite à la présidentielle (saison 1)

### Personnages secondaires
- Antonia de Rendinger : la gynécologue (saison 1, épisodes 1 et 3)
- Olivier Claverie : le maire de Saint-Bonnet-Avalouze (saison 1, épisode 3)
- Victor Pontecorvo : Hervé, un jeune agriculteur de la Corrèze (saison 1, épisode 3)
- Fargass Assandé : père Gontran (saison 1, épisode 5)
- Patrick Puydebat : un gendarme en Normandie (saison 1, épisode 6)
- Alain Chabat : François Colignon, l'ancien président de la république (saison 2, épisodes 1, 5 et 6)
- Michel Hazanavicius : le grand chancelier de la Légion d'honneur (saison 2, épisode 1)
- Marvin Anthony : Aimé, le garde du corps de Marion (saison 2, épisode 2)
- Observateur Ébène : Jean-Pierre (saison 2, épisodes 1 et 2)
- Philippe Croizon : le ministre des Sports (saison 2, épisode 2)
- Daniel Njo Lobé : le maire du 8e arrondissement de Paris (saison 2, épisode 2)
- Bruno Fleury : le représentant des propriétaires (saison 2, épisode 2)
- Roland Menou : le chef des cuisines de l'Elysée (saison 2, épisode 2)
- Raphaël Quenard : Clément Robicheaux, un béké de Guadeloupe (saison 2, épisode 4)
- Frédéric Pellegeay : général Puch (saison 2, épisodes 4 et 6)

### Invités dans leur propre rôle
- Olivier Truchot : journaliste sur RMC
- Alain Marschall : journaliste sur RMC
- Anne-Sophie Lapix : journaliste sur France 2
- Virginie Guilhaume : coanimatrice du débat du deuxième tour de la présidentielle (saison 1), journaliste radio (voix, saison 2)
- Sébastien Thoen : coanimateur du débat du deuxième tour de la présidentielle (saison 1)
- Léa Salamé : journaliste sur France Inter (voix seulement ; saison 2, épisode 6)
- Marie Portolano : interview du président (saison 2, épisode 5)
- Nesrine Slaoui : journaliste lors des émeutes de l'Élysée (saison 2, épisodes 5 et 6)

## Production
Le réalisateur et acteur Jean-Pascal Zadi situe En place « dans la continuité de Tout simplement noir », son premier long-métrage comme acteur et réalisateur, sorti en 2020. Son inspiration pour ce film lui a notamment été insufflée par ses parents, sensibles aux idées du Parti socialiste lorsqu'il était enfant. Le métier de Jérôme Guesdon, un proche de Jean-Pascal qui a longtemps été éducateur à Pierrefitte-sur-Seine, en Seine-Saint-Denis, a inspiré la création du héros d'En place.
Pour interpréter le rôle d’Éric Andrei, le candidat de gauche à l'élection présidentielle, Jean-Pascal Zadi a choisi le comédien belge Benoît Poelvoorde, qu'il a connu sur le tournage de Fumer fait tousser de Quentin Dupieux.
Corinne Douanier, le personnage interprété par Marina Foïs, est inspiré de Sandrine Rousseau. Son nom est choisi en référence au Douanier Rousseau, surnom du peintre Henri Rousseau.
L'un des épisodes met en scène Stéphane Blé dans un clip intitulé Marianne, sale pute. Jean-Pascal Zadi raconte que ce morceau de rap a suscité « beaucoup de débats » au sein de Netflix, ajoutant qu'il était « beaucoup plus cru » au départ.
La série a été produite par les sociétés Studio 14 et Douze Doigts. La bande originale est signée par le compositeur français Chassol.

## Épisodes

### Première saison (2023)
La première saison est mise en ligne le 20 janvier 2023.
1. En route
2. En chantier
3. En terre inconnue
4. En danger
5. En direct
6. En finale

### Deuxième saison (2024)
La deuxième saison est mise en ligne le 29 août 2024.
1. En palais
2. En semble
3. En majesté
4. En mission
5. En vérité
6. En fuite

## Accueil
Le journal Le Monde émet une critique favorable, avec quelques réserves : « Après trois épisodes furieusement drôles (...), la série s’affaiblit pour laisser la place à des digressions moins politiques. » L'hebdomadaire L'Obs se montre assez enthousiaste, tout en comparant En Place aux œuvres de Jean-Pascal Zadi : « Si on peut regretter que la série perde la touche surréaliste et foutraque de ses œuvres précédentes, on trouve là tous les ingrédients (…) d’un véritable succès populaire ». En parallèle, le magazine consacre quatre pages à une interview de Jean-Pascal Zadi. Pour sa part, l'hebdomadaire Le Point, dans sa critique plutôt favorable, esquisse une comparaison avec la série politique Baron noir : « Là où Baron noir livrait le côté obscur de l'engagement et des magouilles, En place donne, au travers des vannes, le goût de la politique ».
Sur Première, Sylvestre Picard juge la comédie « hilarante » mais regrette les longueurs de la série : « Tout cela aurait pu sans problème tenir dans une comédie de 90 minutes plutôt qu’en six épisodes de série ».
La série télévisée essuie quelques critiques négatives, comme celle du site spécialisé Ecran Large, qui écrit : « Cette tentative de satire se prend vite les pieds dans le tapis et vire à la parodie convenue et dépolitisante » et qui déplore particulièrement « l'acharnement » contre le personnage inspiré de Sandrine Rousseau d'un programme « ricanant sur le cadavre des idéaux et en humiliant encore les femmes ».
Plusieurs journalistes et critiques ont vu une ressemblance entre le personnage de Corinne Douanier et la personne de Sandrine Rousseau, toutes deux candidates écoféministes à la présidence de la République et universitaires. Comme Rousseau, Douanier tient un discours radical pour la décroissance, l'accueil des migrants, et la défense des droits des femmes et des personnes LGBTQI.
Dans le contexte de la guerre en Ukraine, certaines critiques dressent un parallèle entre En place et la série ukrainienne Serviteur du peuple, qui voit un outsider devenir chef de l'État,.